# Unai Ropero
Unai Ropero Pérez (Vitoria, 20 de noviembre de 2001) es un futbolista español que juega como extremo en el Deportivo Alavés "B" de la Segunda División RFEF.

## Trayectoria
Tras formarse como futbolista en las categorías inferiores del Deportivo Alavés, en la temporada 2021-22 se convierte en un indiscutible del filial, renovando con el club el 21 de marzo de 2022 hasta 2024. El 22 de mayo de 2022 debuta con el primer equipo en la Primera División al entrar como suplente en la segunda mitad en una derrota por 0-1 frente al Cádiz CF.

## Clubes
Actualizado al último partido disputado el 22 de mayo de 2022.
| Club                 | País   | Año       | Partidos | Goles |
| -------------------- | ------ | --------- | -------- | ----- |
| CD San Ignacio       | España | 2020-2021 | 17       | 5     |
| Deportivo Alavés "B" | España | 2020-act. | 35       | 1     |
| Deportivo Alavés     | España | 2022-act. | 1        | 0     |